# Rébellion de Dantzig
.

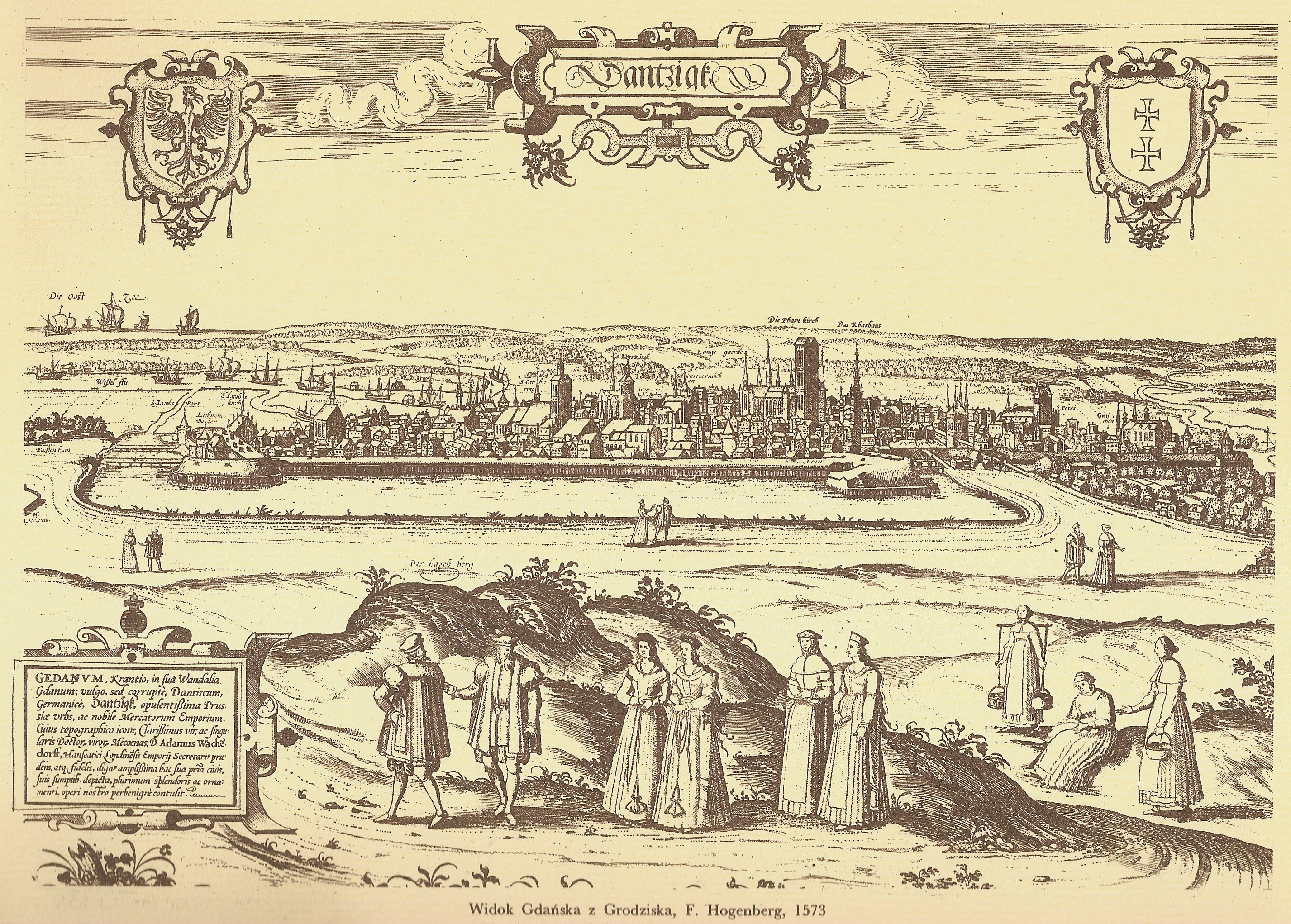
La ville de Gdańsk en 1573, telle que vue dans le Civitates Orbis Terrarum.

La rébellion de Dantzick (Gdańsk) est une révolte des habitants de la ville de Dantzick, opposés aux résultats de l'élection royale de la république des Deux Nations, qui fit rage de 1575 à 1577. Le trône polonais était disputé par Étienne Báthory et le Saint-Empereur romain germanique Maximilien II.
La rébellion commença le 12 décembre 1575, lorsque l'empereur Maximilien a été choisi comme monarque par le Sénat polonais, alors que la majorité de la szlachta (noblesse) avait voté pour Báthory. Le conflit se termine le 16 décembre 1577. La mort de Maximilien II à l'automne 1576 affaiblit la position de Dantzick et fait que le conflit porte moins sur la reconnaissance du souverain que sur les privilèges de la ville. Aucun des deux camps n'étant en mesure de vaincre l'autre militairement, un compromis est trouvé, les privilèges économiques et religieux de la ville étant restaurés et reconnus, en échange d'une importante réparation et de la reconnaissance de Báthory comme grand-duc de Prusse occidentale. Dantzick a conditionné son serment à la suppression du statut de la commission Karnkowski de 1569/70.

## Sources
- (en) Cet article est partiellement ou en totalité issu de l’article de Wikipédia en anglais intitulé « Danzig rebellion » (voir la liste des auteurs).

1. ↑  Karin Friedrich, The Other Prussia: Royal Prussia, Poland and Liberty, 1569-1772, 2 novembre 2006 (ISBN 9780521027755, lire en ligne), p. 111